# Lisa Bielawa
Lisa Bielawa (* 30. září 1968, San Francisco) je americká hudební skladatelka a zpěvačka. V roce 1992 koncertovala se souborem Philip Glass Ensemble a roku 1996 spolu s Philipem Glassem a Eleonor Sandresky založila festival MATA Festival. Během své kariéry spolupracovala s mnoha dalšími hudebníky, mezi které patří John Cale, John Zorn, Anthony Braxton nebo Gavin Bryars. V roce 2007 vydala album A Handful of World u Zornova vydavatelství Tzadik Records.

## Raný život a vzdělání
Lisa se narodil v San Francisku. Jejím otcem byl skladatel a profesor hudby na Sanfranciské státní univerzitě Herbert Bielawa. Protože vyrůstala v hudebním prostředí, věnovala se hudbě již od útlého dětství a kromě psaní hudby se učila hrát na klavír, zpívat a hrát na housle. Nadále vystupovala a psala hudbu, ale v rámci bakalářského studia na Yaleově univerzitě vystudovala angličtinu, po jejímž získání pokračovala v hudební kariéře.

## Kariéra
Dva týdny po získání bakalářského titulu z literatury na Yaleově univerzitě v roce 1990 se přestěhovala do New Yorku a aktivně se zapojila do newyorského hudebního života. V roce 1992 začala koncertovat s Philip Glass Ensemble. V roce 1997 spoluzaložila festival MATA, který oslavuje tvorbu mladých skladatelů. Pět let byla uměleckou ředitelkou Sanfranciského dívčího sboru.
Je držitelkou hudební ceny Americké akademie umění a literatury za rok 2017 a objevitelského grantu na rok 2020 v rámci programu Opera Grants for Female Composers společnosti OPERA America. V roce 2018 byla jmenována hostující umělkyní Williama Randolpha Hearsta v Americké antikvární společnosti a je uměleckou rezidentkou.

## Diskografie
- Einstein on the Beach (Philip Glass, 1993)
- Jesus' Blood Never Failed Me Yet (Gavin Bryars, 1993)
- Shaman (Toby Twining Music, 1994)
- Music in Twelve Parts (Philip Glass, 1996)
- Via Crucis (Richard Robbins, 1996)
- The Debt (Frank London, 1997)
- American Icons (Michael Daugherty, 1998)
- Trillium R (Anthony Braxton, 1999)
- Saint-Cyr (John Cale, 2000)
- Naqoyqatsi (Philip Glass, 2002)
- HoboSapiens (John Cale, 2003)
- Orion (Philip Glass, 2005)
- Mysterium (John Zorn, 2005)
- Tell the Birds (Eve Beglarian, 2006)
- Filmworks XXII: The Last Supper (John Zorn, 2008)
- Electric Ordo Virtutum (Hildegurls, 2009)
- A Retrospective (The Philip Glass Ensemble, 2010)
- Shir Hashirim (John Zorn, 2013)
- Madrigals (John Zorn, 2016)